# Albin Eser
Albin Eser (* 26. Januar 1935 in Leidersbach; † 20. Januar 2023 in Freiburg im Breisgau) war ein deutscher Strafrechtswissenschaftler und wirkte unter anderem als Direktor des Max-Planck-Instituts für ausländisches und internationales Strafrecht.

## Leben
Albin Eser wuchs als Sohn eines Schneiders in einem Spessartdorf auf. Ab September 1946 besuchte er das humanistische Gymnasium und das Kilianeum in Miltenberg. Eser studierte Jura in Würzburg (1954/55), Tübingen (1955/56) und Berlin (1956/57). Das Erste Juristische Staatsexamen legte er in Würzburg ab. Nach einem Studienaufenthalt in New York am Institute of Comparative Law (1960/61) als Fulbright-Stipendiat mit Unterstützung der Ford Foundation wurde Eser 1962 promoviert und legte 1964 sein Assessorexamen ab. Im selben Zeitraum war er Wissenschaftlicher Assistent bei Paul Mikat, von 1964 bis 1969 bei Horst Schröder.
Eser habilitierte sich 1969 an der Universität Tübingen mit einer strafrechtlichen Arbeit und war anschließend Professor in Bielefeld, Tübingen und Freiburg (bis 2003).
Dabei übte er eine nebenamtliche Tätigkeit als Richter am Oberlandesgericht Hamm und am Oberlandesgericht Stuttgart aus.
In Freiburg amtierte er von 1982 bis zu seiner Emeritierung im Jahr 2003 auch als Direktor am Max-Planck-Institut für ausländisches und internationales Strafrecht und damit zugleich als Wissenschaftliches Mitglied der Max-Planck-Gesellschaft.
Von 2004 bis 2006 war Eser als Ad-litem-Richter am Internationalen Strafgerichtshof für das ehemalige Jugoslawien (ICTY) in Den Haag tätig.
Die Universitäten Krakau (Polen), Huancayo (Peru) und Waseda (Tokio, Japan) verliehen ihm die Ehrendoktorwürde.
Schwerpunkte der wissenschaftlichen Arbeit Albin Esers waren das Medizinstrafrecht, das Internationale Strafrecht und das Völkerstrafrecht.
Albin Eser wurde 2004 mit dem Verdienstkreuz 1. Klasse des Verdienstordens der Bundesrepublik Deutschland geehrt.

## Publikationen (Auswahl)
(Quelle unter anderem: )
- Abgrenzung von Straftaten und Ordnungswidrigkeiten, 1961 (Digitalisat via FreiDok) – es handelt sich um Esers unveröffentlichte, maschinenschriftliche Dissertation an der Universität Würzburg, die von Walter Sax betreut worden war
- The Principle of „Harm“ in the Concept of Crime, in: Duquesne University Law Review 4 (1966), S. 345–417 (Digitalisat des Textes via FreiDok) – es handelt sich bei dem Text um Esers Master-Arbeit aus dem Jahr 1962, also die Frucht seines Studienjahres am „Institute of Comparative Law“ der New York University, das er mit dem „Master of Comparative Jurisprudence“ abgeschlossen hatte
- Die strafrechtliche Sanktionen gegen das Eigentum. Dogmatische und rechtspolitische Untersuchungen über Einziehung, Unbrauchbarmachung und Gewinnverfall, Verlag Mohr Siebeck, 1969 (Digitalisat via Rechtswissenschaftliche Fakultät der UZH Zürich) – es handelt sich um Esers Habilitationsschrift, die von Horst Schröder betreut worden war
- Wahrnehmung berechtigter Interessen als allgemeiner Rechtfertigungsgrund. Zugleich ein Versuch über Rechtsgüterschutz und evolutives Recht, Verlag Gehlen, 1969 (Digitalisat via FreiDok)
- Gesellschaftsgerichte in der Strafrechtspflege. Neue Wege zur Bewältigung der Kleinkriminalität in der DDR, Verlag Mohr Siebeck Tübingen, 1970 (Digitalisat via FreiDok) – es handelt sich um die erweiterte Fassung Esers Tübinger Antrittsvorlesung, die er im Januar 1970 gehalten hatte
- Kommentierung verschiedener Vorschriften des Strafgesetzbuchs im „Schönke/Schröder“, der im Verlag C. H. Beck erscheint; Eser war ein Schüler Horst Schröders und hatte sich bei ihm 1969 auch habilitiert; nach dem plötzlichen Tod Schröders 1973 war er zusammen mit drei anderen Schröder-Schülern (Theodor Lenckner, Peter Cramer und Walter Stree) als neuer Herausgeber des namhaften Kommentars aufgetreten[4]; Eser selbst hat folgende Vorschriften des deutschen Strafgesetzbuchs im „Schönke/Schröder“ kommentiert:
  - Ab der 18. Auflage (1976):
    - Einführung
    - Vorbemerkungen zu § 1
    - Nullum crimen sine lege – Wahlfeststellung (§§ 1, 2)
    - Geltungsbereich – Internationales Strafrecht (§§ 3–12)
    - Versuch und Rücktritt (§§ 22–24)
    - Verfall und Einziehung (§§ 73–76a)
    - Straftaten gegen ausländische Staaten (§§ 102–104a)
    - Straftaten gegen Verfassungsorgane (§§ 105–108e)
    - Straftaten gegen die Landesverteidigung (§§ 109–109k)
    - Widerstand gegen die Staatsgewalt (§§ 110–121)
    - Straftaten gegen das Leben (§§ 211–222)
    - Straftaten gegen die persönliche Freiheit (§§ 234–241a)
    - Diebstahl und Unterschlagung (§§ 242–249)
    - Raub und Erpressung (§§ 249–256)
    - Strafbarer Eigennutz (§§ 284–302f)

  - Ab der 19. Auflage (1978):
    - Körperverletzung (§ 223)

  - Ab der 21. Auflage (1982):
    - Gefährdung schutzbedürftiger Gebiete (§ 329)
- als Hrsg.: Suizid und Euthanasie als human- und sozialwissenschaftliches Problem. Enke, Stuttgart 1976.
- Lebenserhaltungspflicht und Behandlungsabbruch aus rechtlicher Sicht, in: Zwischen Heilauftrag und Sterbehilfe. Zum Behandlungsabbruch aus ethischer, medizinischer und rechtlicher Sicht. Herausgegeben von Alfons Auer, Albin Eser und Hartmut Menzel, Verlag Heymanns, Köln 1977 (Digitalisat eines Sonderdrucks der Universität Freiburg via FreiDok und via Deutsche Nationalbibliothek)
- Lehrbücher zum Allgemeinen und Besonderen Teil des Strafrechts:
  - Strafrecht I. Schwerpunkt Allgemeine Verbrechenslehre, C.H. Beck (= Reihe: Juristischer Studienkurs), 1. Aufl. 1971, 4. Aufl. 1992 (Digitalisat der 4. Aufl. via FreiDok) – die vierte Auflage wurde zusammen mit Björn Burkhardt veröffentlicht
  - Strafrecht II. Schwerpunkte: Fahrlässigkeit, Unterlassung, Versuch, Tatbeteiligung, Konkurrenzen, C.H. Beck (= Reihe: Juristischer Studienkurs), 1. Aufl. 1971, 3. Aufl. 1980, 4. Aufl. 2008 (Digitalisat der 3. Aufl. via FreiDok)
  - Strafrecht III. Schwerpunkte: Delikte gegen die Person und Gemeinschaftswerte, C.H. Beck (= Reihe: Juristischer Studienkurs), 1. Aufl. 1978, 2. Aufl. 1980, 4. Aufl. 1992 (Digitalisat via FreiDok)
  - Strafrecht IV. Schwerpunkt Vermögensdelikte, C.H. Beck, 1. Aufl. 1974; 4. Aufl. 1983 (Digitalisat der 4. Aufl. via FreiDok)
- als Hrsg. mit M. von Lutterotti und P. Sporken: Lexikon Medizin Ethik Recht. Herder, Freiburg/Basel/Wien 1989.
- Über Grenzen – Streben nach Mitte, in: Die deutschsprachige Strafrechtswissenschaft in Selbstdarstellungen. Herausgegeben von Eric Hilgendorf, De Gruyter (= Reihe: Juristische Zeitgeschichte, Abteilung 4, Band 12), 2010, S. 75–122 (zugangsbeschränktes Digitalisat via De Gruyter)